# Operation Rimfrost
Operation Rimfrost var en polisoperation initierad i november 2019, som pågick i sex månader. Operationen hade fyra mål relaterade till svenskt gängvåld. Operationen kom till med anledning av en särskild nationell händelse där en 15-årig pojke mördades vid Möllevångstorget i Malmö. Chefen för Nationella operativa avdelningen, Mats Löfving, jämförde mordet på pojken med en avrättning.
Rikspolischef Anders Thornberg meddelade att operationens geografi kunde komma att utökas från enbart Malmö till Stockholm och Uppsala. Thornberg observerade att Polisen i hög grad, under december 2019, mötte kriminella barn (8-14 år) som kunde "begå personrån, bära vapen och bära narkotika”.
Det nationella arbetet för operationen leddes av operativ chef på NOA, tidigare Rikskrim, Stefan Hector.

## Mål
Insatsen hade följande mål:
1. Reducera mord och sprängningar i gängmiljön.[4]
2. Reducera antalet personer aktiva i gängmiljön genom inkapacitering av gängkriminella.[4]
3. Öka beslag av vapen och sprängmedel.[4]
4. Öka allmänhetens trygghet.[4]

Polismästare Stefan Sintéus beskrev målen och operationens tidsrymd på följande sätt:
| ” | Tills vi tagit bort de här personerna och individerna som har den här kriminaliteten och driver våldsbrotten i Malmö. | „ |

## Tidslinje

### 2019
Hotbilden gentemot poliser och polisstationer som mål har förvärrats, varför bevakning och extrapersonal tillsatts för att skydda Polisens verksamheter och personal. Polismästare Sintéus har kommenterat lägesbilden i december med att Polisen gjort flera beslag, samt frihetsberövat ett antal personer.
Efter mord i Kristianstad den 19 december, tillsätts 15-20 poliser från operationen till Kristianstad. Vid 23-tiden den 19 december hördes smällar i Gamlegården, och vid utryckning påträffades en skottskadad man i 25-årsåldern. Mannen avled senare av skottskadorna.

### 2020
I maj 2020 konstaterades att antalet skjutningar bland gängkriminella under årets fyra första månader var jämförbart med antalet under de föregående åren, trots Rimfrost. Mellan januari och april 2020 skedde 99 gängskjutningar varvid 15 personer dödades, att jämföra med 81 skjutningar och 15 mord under 2019. Stefan Hector, polisens ledare av insatsen uttalade att jämföranden av statistik inte betyder att polisoperationen varit misslyckad. Hector menade vidare att Rimfrost  hanterar problem som för polisen är olösbara eftersom problemen har sin grund i omständigheter som polisen inte kontrollerar.
Fram till maj 2020 hade polisen konfiskerat 700 vapen och 150 kilo sprängmedel.

#### Insats i Malmö
Inför polistillslag i Malmö mot kriminella som planerades börja 27 januari delade polisen ut ett flygblad på fyra språk: svenska, arabiska, serbiska/kroatiska/bosniska och pashto. Polisen var ej bekymrad över att kriminella på detta vis förvarnades om insatsen utan hoppades på tips ifrån allmänheten samt betonade att insatsen var tänkt att vara trygghetsskapande.

#### Utvidgning till Uppsala
I februari 2020 utvidgades polisoperationen till att även omfatta Uppsala, där ett omfattande knivvåld och skjutvapenvåld förekom.

#### Lund
I Lund anlades 70 mordbränder i skolor mellan 1 januari 2018 och 30 juni 2020. Polisen beslutade att bränderna skulle utredas som en särskild händelse som en del av Operation Rimfrost. Lunds kommun installerade värmekameror som ett led i att försöka identifiera förövarna.

## Offentlig debatt
I september 2020 publicerade Linköpings universitet med forskaren Stefan Holgersson, professor i polisvetenskap vid polishögskolan i Oslo, som redaktör en rapport där Operation Rimfrost analyserats. I rapporten beskrivs att Polisen skönmålat Operation Rimfrost, att operationen inte varit så lyckad som Polisen framställt den som och att statistiken vid uppföljning av insatsen motsäger Polisens version. Exempel på detta är att beslag av "vapen" i statistiken kan visa sig vara annat än skjutvapen, till exempel pepparspray:
| ” | När polismyndigheten gick ut med att ett 20-tal vapen tagits i beslag var det lätt att uppfatta att de hade bäring på insatsens målsättning att minska gängskjutningar – att 20 skjutvapen tagits i beslag och därmed försvunnit från gatan med en möjlig användning för skjutvåld i gängmiljöer. I åtta av de ärenden som innefattades i de ”20-talet vapen” som tagits i beslag handlade det i själva verket om pepparspray/tårgasspray. Fyra ärenden rörde sig om elchockvapen och i ett fall om ett icke tillståndspliktigt vapen. Eftersom samtliga vapen som tagits i beslag i linjeverksamheten ingick i redovisningen, kan några handla om helt andra sammanhang utan någon som helst anknytning till den grovt organiserade brottsligheten. Till exempel tårgasspray som tagits i beslag från en ung kvinna som varit rädd för att bli angripen när hon gått ensam genom en park. | „ |

Forskare vid rättssociologiska institutionen på Lunds universitet, Ida Nafstad och Amin Parsa, menade i en debattartikel publicerad i Sydsvenskan i anslutning till Operation Rimfrost, att polisen till stor del borde "skalas bort". Istället föreslog de att allmänheten själva skulle medla i konflikter utan att blanda in polis.